# Tal pare, tal fill
Tal pare, tal fill (títol original: Like Father Like Son) és una comèdia fantàstica americana dirigida per Rod Daniel, sortida l'any 1987. Està lliurement inspirada en la comèdia Freaky Friday de Walt Disney Pictures. Ha estat doblada al català.

## Argument
Chris Hammond és un estudiant d'institut certament banal, alumne mig, esportista però no gaire i que espera començar una relació amb una noia del seu institut de la qual està enamorat. El seu pare, Jack, que és cirurgià, es mostra més ambiciós per ell que no ell mateix. Li agradaria veure'l començar llargs estudis de medicina i l'incita a presentar-se a un concurs per entrar en una prestigiosa escola. Chris té un amic, Trigger, l'oncle del qual tindria, sembla, pocions màgiques que permetrien intercanviar els cossos i les ments de dues persones. A Jack li agradaria provar-ho amb el seu pare, cosa que li permetria aconseguir treure's el seu examen d'entrada…

## Repartiment
- Dudley Moore: Dr. Jack Hammond
- Kirk Cameron: Chris Hammond
- Sean Astin: Clarence / Trigger
- Patrick O'Neal: Dr. Larry Armbruster
- Margaret Colin: Ginnie Armbruster
- Catherine Hicks: Dr. Amy Larkin
- Micah Grant: Rick Anderson
- Camille Cooper: Lori Beaumont
- Bill Morrison: Earl Trigger
- David Wohl: Dr. Roger Hartwood
- Michael Horton: Dr. Mike O'Donald
- Dakin Matthews: el Sr. Morrison
- Art Frankel: el Sr. Arrel
- Bonnie Bedelia: La dona amb del chewing-gum en els cabells (no surt als crèdits)

## Premis
- Premis Saturn 1988: 
  - Millor jove actor (Kirk Cameron)
- Premi Young Artist 1988 :
  - Millor pel·lícula familiar - Comèdia o musical